# Halitiara rigida
Halitiara rigida är en nässeldjursart som beskrevs av Bouillon 1980. Halitiara rigida ingår i släktet Halitiara och familjen Protiaridae. Inga underarter finns listade i Catalogue of Life.